# Brycon falcatus
Brycon falcatus es una especie de pez de la familia Characidae en el orden de los Characiformes.

## Morfología
Los machos pueden llegar alcanzar los 37 cm de longitud total y 1000 g de peso.

## Alimentación
Es una especie omnívora.

## Hábitat
Vive en zonas de clima tropical entre 18 °C - 25 °C de temperatura.

## Distribución geográfica
Se encuentran en Sudamérica:  cuencas de los ríos  Amazonas y Orinoco, y ríos de Guayana, Surinam y la Guayana Francesa.